# 2017 год в боксе
2017 год в боксе.

## Любительский бокс

### Чемпионат Европы
42-й Чемпионат Европы по боксу 2017 прошёл с 16 по 24 июня 2017 года в Харькове, Украина).
Медалисты
| Весовая категория | Золото                   | Серебро                       | Бронза                             |
| до 49 кг          | Василий Егоров Россия    | Галал Яфай Англия             | Евгений Кармильчик Беларусь        |
| до 49 кг          | Василий Егоров Россия    | Галал Яфай Англия             | Самуэль Кармона Испания            |
| до 52 кг          | Даниэль Асенов Болгария  | Дин Фаррелл Англия            | Дмитрий Замотаев Украина           |
| до 52 кг          | Даниэль Асенов Болгария  | Дин Фаррелл Англия            | Брэндан Ирвайн Ирландия            |
| до 56 кг          | Питер Макгрейл Англия    | Николай Буценко Украина       | Хосе Кильес Испания                |
| до 56 кг          | Питер Макгрейл Англия    | Николай Буценко Украина       | Курт Уокер Ирландия                |
| до 60 кг          | Юрий Шестак Украина      | Габил Мамедов Россия          | Каллум Френч Англия                |
| до 60 кг          | Юрий Шестак Украина      | Габил Мамедов Россия          | Павел Ищенко Израиль               |
| до 64 кг          | Ованнес Бачков Армения   | Люк Маккормэк Англия          | Эвалдас Пятраускас Литва           |
| до 64 кг          | Ованнес Бачков Армения   | Люк Маккормэк Англия          | Матеуш Польски Польша              |
| до 69 кг          | Абасс Барау Германия     | Пэт Маккормэк Англия          | Евгений Барабанов Украина          |
| до 69 кг          | Абасс Барау Германия     | Пэт Маккормэк Англия          | Василий Белоус Молдова             |
| до 75 кг          | Александр Хижняк Украина | Камран Шахсуварлы Азербайджан | Сальваторе Кавальяро Италия        |
| до 75 кг          | Александр Хижняк Украина | Камран Шахсуварлы Азербайджан | Золтан Харча Венгрия               |
| до 81 кг          | Джозеф Уорд Ирландия     | Муслим Гаджимагомедов Россия  | Валентино Манфредониа Италия       |
| до 81 кг          | Джозеф Уорд Ирландия     | Муслим Гаджимагомедов Россия  | Дамир Плантич Хорватия             |
| до 91 кг          | Евгений Тищенко Россия   | Чивон Кларк Англия            | Пауль Бионголо Франция             |
| до 91 кг          | Евгений Тищенко Россия   | Чивон Кларк Англия            | Рой Корвиг Нидерланды              |
| свыше 91 кг       | Виктор Выхрист Украина   | Фрейзер Кларк Англия          | Джамили-Дини Абуду-Мойндзе Франция |
| свыше 91 кг       | Виктор Выхрист Украина   | Фрейзер Кларк Англия          | Максим Бабанин Россия              |

### Чемпионат мира
19-й Чемпионат мира по боксу 2017 прошёл с 25 августа по 3 сентября 2017 года в Гамбурге, Германия.
Медалисты
| Весовая категория | Золото                            | Серебро                      | Бронза                             |
| ----------------- | --------------------------------- | ---------------------------- | ---------------------------------- |
| до 49 кг          | Хоанис Архилагос Куба             | Хасанбой Дусматов Узбекистан | Ержан Жомарт Казахстан             |
| до 49 кг          | Хоанис Архилагос Куба             | Хасанбой Дусматов Узбекистан | Юберхен Мартинес Колумбия          |
| до 52 кг          | Йосвани Вейтия Куба               | Жасурбек Латипов Узбекистан  | Тамир Галанов Россия               |
| до 52 кг          | Йосвани Вейтия Куба               | Жасурбек Латипов Узбекистан  | Ким Ингю Южная Корея               |
| до 56 кг          | Кайрат Ералиев Казахстан          | Дюк Рэган США                | Питер Макгрейл Англия              |
| до 56 кг          | Кайрат Ералиев Казахстан          | Дюк Рэган США                | Гаурав Битхури Индия               |
| до 60 кг          | Софьян Умиа Франция               | Ласаро Альварес Куба         | Отар Эраносян Грузия               |
| до 60 кг          | Софьян Умиа Франция               | Ласаро Альварес Куба         | Доржнямбуугийн Отгондалай Монголия |
| до 64 кг          | Энди Крус Гомес Куба              | Икболжон Холдаров Узбекистан | Фредис Рохас США                   |
| до 64 кг          | Энди Крус Гомес Куба              | Икболжон Холдаров Узбекистан | Оганес Бачков Армения              |
| до 69 кг          | Шахрам Гиясов Узбекистан          | Роньель Иглесиас Куба        | Аблайхан Жусупов Казахстан         |
| до 69 кг          | Шахрам Гиясов Узбекистан          | Роньель Иглесиас Куба        | Абасс Барау Германия               |
| до 75 кг          | Александр Хижняк Украина          | Абильхан Аманкул Казахстан   | Камран Шахсуварлы Азербайджан      |
| до 75 кг          | Александр Хижняк Украина          | Абильхан Аманкул Казахстан   | Трой Айзли США                     |
| до 81 кг          | Хулио Сесар ла Крус Куба          | Джо Уорд Ирландия            | Карлос Мина Эквадор                |
| до 81 кг          | Хулио Сесар ла Крус Куба          | Джо Уорд Ирландия            | Бектемир Меликузиев Узбекистан     |
| до 91 кг          | Эрисланди Савон Куба              | Евгений Тищенко Россия       | Василий Левит Казахстан            |
| до 91 кг          | Эрисланди Савон Куба              | Евгений Тищенко Россия       | Турсунов, Санжар Узбекистан        |
| свыше 91 кг       | Магомедрасул Меджидов Азербайджан | Камшыбек Кункабаев Казахстан | Фоку Арсен Камерун                 |
| свыше 91 кг       | Магомедрасул Меджидов Азербайджан | Камшыбек Кункабаев Казахстан | Джозеф Гудолл Австралия            |

## Профессиональный бокс

### Тяжёлый вес
- 25 февраля  Деонтей Уайлдер победил TKO5  Джеральда Вашингтона и защитил титул чемпиона мира по версии WBC.
- 4 марта чемпион мира  Тони Белью победил TKO11  Дэвида Хэйя.
- 28 апреля  Кубрат Пулев победил UD  Кевина Джонсона и защитил титул чемпиона по версии WBA Inter-Continental, и сохранил за собой звание официального претендента по версии IBF.

- 29 апреля  Энтони Джошуа победил TKO11  Владимира Кличко, завоевал вакантные титулы чемпиона мира по версиям WBA (super), IBO и защитил титул чемпиона мира по версии IBF.
- 6 мая  Джозеф Паркер победил UD  Развана Кожану и защитил титул чемпиона мира по версии WBO.
- 13 мая 48-летний экс-чемпион мира  Джеймс Тони победил ТКО6  Майка Шеппарда и завоевал вакантный титул чемпиона мира по версии WBF.
- 1 июля экс-чемпион мира  Александр Поветкин победил UD  Андрея Руденко и завоевал вакантные титулы чемпиона по версии WBO International и WBA Continental.
- 23 сентября  Джозеф Паркер победил MD  Хьюи Фьюри и защитил титул чемпиона мира по версии WBO.
- 28 октября  Энтони Джошуа победил TKO10  Карлоса Такама и защитил титулы чемпиона мира по версиям WBA (super), IBF, IBO.
- 28 октября  Диллиан Уайт победил UD  Роберта Хелениуса и завоевал вакантный титул чемпиона по версии WBC Silver.
- 4 ноября в бою-реванше  Деонтей Уайлдер победил KO1  Бермейна Стиверна и защитил титул чемпиона мира по версии WBC.
- 4 ноября  Доминик Бризил победил RTD8  Эрика Молину и завоевал звание обязательного претендента на титул чемпиона мира по версии WBC.
- 25 ноября  Мануэль Чарр победил UD  Александра Устинова и завоевал вакантный титул регулярного чемпиона по мира версии WBA.
- 27 ноября  Амир Мансур свёл вничью TD3 бой с  Сергеем Кузьминым за вакантный титул чемпиона по версии WBC International.
- 15 декабря экс-чемпион мира  Александр Поветкин победил UD  Кристиана Хаммера и защитил титул чемпиона по версии WBO International и завоевал 2-ю строчку рейтинга WBO и звание официального претендента по версии WBA (super).

### Первый тяжёлый вес
- 1 апреля  Майрис Бриедис победил UD  Марко Хука и завоевал вакантный титул чемпиона мира по версии WBC.
- 8 апреля  Александр Усик победил UD  Майкла Хантера и защитил титул чемпиона мира по версии WBO.
- 20 мая  Кшиштоф Влодарчик победил SD  Ноэля Гевора[англ.] и завоевал статус обязательного претендента на титул чемпиона мира по версии IBF.
- 3 июня  Дмитрий Кудряшов победил TKO5  Оланреваджу Дуродолу и защитил титул чемпиона по версии WBC Silver и завоевал статус обязательного претендента на титул чемпиона мира по версии WBC.
- 19 июня чемпион мира по версии WBA  Бейбут Шуменов объявил о завершении карьеры. Временный чемпион  Юниер Дортикос объявлен новым регулярным чемпионом.
- 10 июля  Денис Лебедев победил UD  Марка Фланагана и защитил титул чемпиона мира по версии WBA (super).

#### World Boxing Super Series
В сентябре стартовали четвертьфинальные поединки Всемирной боксёрской супер серии.
- 9 сентября  Александр Усик победил TKO10  Марко Хука защитил титул чемпиона мира по версии WBO и прошёл в полуфинал турнира.
- 23 сентября  Юниер Дортикос победил KO2  Дмитрия Кудряшова защитил титул чемпиона мира по версии WBA и прошёл в полуфинал турнира.
- 30 сентября  Майрис Бриедис победил UD  Майка Переса защитил титул чемпиона мира по версии WBC и прошёл в полуфинал турнира.
- 21 октября  Мурат Гассиев победил KO3  Кшиштофа Влодарчика защитил титул чемпиона мира по версии IBF и прошёл в полуфинал турнира.

### Полутяжёлый вес
- 23 февраля  Дмитрий Бивол победил TKO4  Роберта Берриджа и защитил титул временного чемпиона мира по версии WBA.
- 14 апреля  Дмитрий Бивол победил TKO4  Сэмюэля Кларксона и защитил титул временного чемпиона мира по версии WBA.
- 19 мая  Игорь Михалкин победил UD  Томаса Вестхайзена[англ.] и завоевал вакантный титул чемпиона мира по версии IBO.
- 3 июня  Адонис Стивенсон победил TKO2  Анджея Фонфару и защитил титул чемпиона мира по версии WBC.
- 3 июня  Элейдер Альварес победил MD  Жана Паскаля и защитил титул чемпиона по версии WBC Silver и статус обязательного претендента на титул чемпиона мира по версии WBC.

- 17 июня  Андре Уорд победил TKO8  Сергея Ковалёва и защитил титулы чемпиона мира по версиям WBA (super), WBO и IBF.
- 17 июня  Дмитрий Бивол победил TKO4  Седрика Агнью[англ.] и защитил титул временного чемпиона мира по версии WBA.
- 15 июля  Салливан Баррера победил UD  Джо Смита-младшего и завоевал титул чемпиона по версии WBC International.
- 26 августа  Баду Джек победил TKO5  Нэйтена Клеверли и завоевал титул чемпиона мира по версии WBA.
- 4 ноября  Дмитрий Бивол победил KO1  Трента Броадхерста и защитил титул регулярного чемпиона мира по версии WBA.
- 11 ноября  Артур Бетербиев победил KO12  Энрико Кёллинга и завоевал вакантный титул чемпиона мира по версии IBF.
- 3 декабря  Игорь Михалкин победил UD  Дуду Нгумбу и защитил титул чемпиона мира по версии IBO.

### Второй средний вес
- 14 января  Баду Джек свёл вничью MD объединительный бой с  Джеймсом Дигейлом за титулы чемпиона мира по версиям WBC и IBF.
- 19 января  Баду Джек оставил титул чемпиона мира по версиям WBC вакантным и объявил о переходом в полутяжёлый вес.
- 4 февраля  Крис Юбэнк мл. победил TKO10  Ренолда Кинлэна[англ.] и завоевал титул чемпиона мира по версии IBO.
- 25 марта  Тайрон Цойге победил TD5  Айзека Экпо[англ.] и защитил титул чемпиона мира по версии WBA.
- 22 апреля  Хильберто Рамирес победил UD  Макса Бурсака и защитил титул чемпиона мира по версии WBO.
- 6 мая  Сауль Альварес победил UD  Хулио Сезара Чавеса-младшего, бой прошёл в рамках промежуточного веса 164,5 фунта (74,6 кг).
- 20 мая  Андре Диррелл победил DQ8  Хосе Ускатега и завоевал титул временного чемпиона мира по версии IBF.
- 27 мая  Джордж Гроувс победил TKO6  Фёдора Чудинова и завоевал вакантный титул супер-чемпиона мира по версии WBA.
- 17 июня  Тайрон Цойге победил UD  Пола Смита и защитил титул чемпиона мира по версии WBA.
- 15 июля  Крис Юбенк мл. победил UD  Артура Абрахама и защитил титул чемпиона мира по версии IBO.
- 8 сентября  Дэвид Бенавидес победил SD  Рональда Гэврила[англ.] и завоевал вакантный титул чемпиона мира по версии WBC.
- 22 сентября  Хильберто Рамирес победил UD  Джесси Харта и защитил титул чемпиона мира по версии WBO.
- 9 декабря  Калеб Труакс победил MD  Джеймса Дигейла и завоевал титул чемпиона мира по версии IBF.

#### World Boxing Super Series
В сентябре стартовали четвертьфинальные поединки Всемирной боксёрской супер серии.
- 16 сентября  Каллум Смит победил UD  Эрика Скоглунда и прошёл в полуфинал турнира.
- 7 октября  Крис Юбенк мл. победил KO3  Авни Йылдырыма и защитил титул чемпиона мира по версии IBO, и прошёл в полуфинал турнира.
- 14 октября  Джордж Гроувс победил KO4  Джейми Кокса[англ.] и защитил титул супер-чемпиона мира по версии WBA, и прошёл в полуфинал турнира.
- 27 октября  Юрген Бремер победил UD  Роба Бранта и прошёл в полуфинал турнира.

### Средний вес
- 11 марта экс-чемпион мира  Давид Лемьё победил KO3  Кёртиса Стивенса и завоевал титулы чемпиона по версиям WBO Inter-Continental и WBC Continental Americas, и значительно поднялся в рейтингах.
- 18 марта  Геннадий Головкин победил UD  Дэниела Джейкобса и защитил титулы чемпиона мира по версиям WBC, WBA (super), IBF и IBO.
- 22 апреля  Автандил Хурцидзе победил TKO5  Томми Лэнгфорда[англ.] и завоевал титул временного чемпиона мира по версии WBO.
- 22 апреля  Мартин Мюррей победил MD  Габриэля Росадо и завоевал вакантный титул чемпиона по версии WBA Inter-Continental.
- 20 мая  Хассан Н’Дам Н’Жикам победил SD  Рёта Мурату и завоевал вакантный титул чемпиона мира по версии WBA.
- 16 сентября  Билли Джо Сондерс победил UD  Вилли Монро мл. и защитил титул чемпиона мира по версии WBO.

- 16 сентября  Геннадий Головкин и  Сауль Альварес свели вничью SD бой за титулы чемпиона мира по версиям WBC, WBA (super), IBF, IBO и The Ring.
- 22 октября в бою-реванше  Рёта Мурата победил RTD7  Хассана Н’Дам Н’Жикама и завоевал титул чемпиона мира по версии WBA.
- 16 декабря  Билли Джо Сондерс победил UD  Давида Лемьё и защитил титул чемпиона мира по версии WBO.

### Второй полусредний (первый средний вес)
- 13 января  Эрисланди Лара победил KO4  Юрия Формана и защитил титулы чемпиона мира по версиям WBA (super) и IBO.
- 25 февраля  Джарретт Хёрд победил TKO9  Тони Харрисона и завоевал вакантный титул чемпиона мира по версии IBF.
- 11 марта  Деметриус Андраде победил SD  Джека Кулкая и завоевал титул чемпиона мира по версии WBA.
- 8 апреля  Лиам Смит победил RTD9  Лиама Уильямса[англ.] и завоевал титул временного чемпиона мира по версии WBO.
- 22 апреля  Джермелл Чарло победил KO6  Чарльза Хэтли[англ.] и защитил титул чемпиона мира по версии WBC.
- 1 июля  Брайан Карлос Кастано победил SD  Мишеля Соро и завоевал титул временного чемпиона мира по версии WBA.
- 26 августа  Мигель Котто победил UD  Йошихиро Камегаи и завоевал вакантный титул чемпиона мира по версии WBO.

- 26 августа  Флойд Мейвезер победил TKO10  Конора Макгрегора и завоевал специальный пояс WBC Money Belt.
- 14 октября  Джарретт Хёрд победил RTD10  Остина Траута и защитил титул чемпиона мира по версии IBF.
- 14 октября  Джермелл Чарло победил KO1  Эриксона Лубина и защитил титул чемпиона мира по версии WBC.
- 14 октября  Эрисланди Лара победил UD  Террелла Гаушу[англ.] и защитил титулы чемпиона мира по версиям WBA (super) и IBO.
- 2 декабря  Садам Али победил UD  Мигеля Котто и завоевал титул чемпиона мира по версии WBO.

### Полусредний вес
- 21 января после трёхлетнего перерыва вернулся в ринг экс-чемпион мира  Заб Джуда победил TKO2  Хорхе Луиса Мунгию.
- 18 февраля  Ламонт Питерсон победил UD  Давида Аванесяна и завоевал титул чемпиона мира по версии WBA.
- 4 марта  Кит Турман победил SD  Дэнни Гарсия и завоевал титулы чемпиона мира по версиям WBC и WBA (super).
- 22 апреля экс-чемпион мира  Шон Портер победил TKO9  Андре Берто.
- 27 мая  Эррол Спенс победил KO11  Келла Брука и завоевал титул чемпиона мира по версии IBF.
- 2 июля  Джефф Хорн победил UD  Мэнни Пакьяо и завоевал титул чемпиона мира по версии WBO.
- 13 декабря  Джефф Хорн победил UD  Гэри Коркорана[англ.] и защитил титул чемпиона мира по версии WBO.

### Первый полусредний вес (второй лёгкий)
- 18 февраля экс-чемпион мира  Эдриэн Бронер победил SD  Адриана Гранадоса[англ.].
- 15 апреля в объединительном бою  Джулиус Индонго победил UD  Рики Бёрнса и завоевал титул чемпиона мира по версии WBA, и защитил титулы чемпиона мира по версиям IBF и IBO.
- 20 мая  Теренс Кроуфорд победил RTD10  Феликса Диаса и защитил титулы чемпиона мира по версиям WBC и WBO.
- 20 мая экс-чемпион мира  Рансес Бартелеми победил UD  Кирилла Релиха.
- 29 июля  Мигель Анхель Гарсия победил UD  Эдриэна Бронера.
- 19 августа в объединительном бою  Теренс Кроуфорд победил KO3  Джулиуса Индонго и завоевал титул абсолютного чемпиона мира по всем версиям WBC, WBA (super), WBO, IBF и The Ring.
- 30 августа абсолютный чемпион мира  Теренс Кроуфорд оставил титул по версии IBF вакантным, отказавшись проводить его обязательную защиту.
- 4 ноября  Сергей Липинец победил UD  Акихиро Кондо и завоевал вакантный титул чемпиона мира по версии IBF.

### Лёгкий вес
- 28 января  Мигель Анхель Гарсия победил KO3  Деяна Златичанина и завоевал титул чемпиона мира по версии WBC.
- 10 февраля  Роберт Истер-младший победил UD  Луиса Круса[англ.] и защитил титул чемпиона мира по версии IBF.
- 25 марта в бою реванше  Хорхе Линарес победил UD  Энтони Кроллу и защитил титул чемпиона мира по версии WBA.
- 8 апреля  Терри Флэнаган победил UD  Петра Петрова и защитил титул чемпиона мира по версии WBO.
- 30 июня  Роберт Истер-младший победил UD  Дениса Шафикова и защитил титул чемпиона мира по версии IBF.
- 23 сентября  Хорхе Линарес победил SD  Люка Кэмпбелла и защитил титул чемпиона мира по версии WBA.

### Второй полулёгкий (первый лёгкий) вес
- 14 января  Джервонта Дэвис победил TKO3  Хосе Педрасу и завоевал титул чемпиона мира по версии IBF.
- 28 января  Мигель Берчельт победил KO11  Франсиско Варгаса и завоевал титул чемпиона мира по версии WBC.
- 8 апреля  Василий Ломаченко победил RTD9  Джейсона Сосу и защитил титул чемпиона мира по версии WBO.
- 20 мая  Джервонта Дэвис победил TKO3  Лиама Уолша[англ.] и защитил титул чемпиона мира по версии IBF.
- 15 июля  Мигель Берчельт победил UD  Такаси Миуру и защитил титул чемпиона мира по версии WBC.
- 15 июля  Хесреэль Корралес победил TD10  Робинсона Кастелланоса и защитил титул чемпиона мира по версии WBA (super).

- 5 августа  Василий Ломаченко победил RTD7  Мигеля Марриагу и защитил титул чемпиона мира по версии WBO.
- 26 августа  Джервонта Дэвис победил KO8  Франсиско Фонсеку[англ.], но не смог уложиться в лимит веса и потерял титул чемпиона мира по версии IBF на взвешивании.
- 21 октября  Альберто Мачадо победил KO8  Хесреэля Корралеса и завоевал вакантный титул чемпиона мира по версии WBA.
- 9 декабря  Василий Ломаченко победил RTD6  Гильермо Ригондо и защитил титул чемпиона мира по версии WBO.
- 9 декабря  Кэнъити Огава[англ.] победил SD  Тевина Фармера[англ.] и завоевал вакантный титул чемпиона мира по версии IBF.

### Полулёгкий вес
- 28 января  Лео Санта Крус взял реванш победив MD  Карла Фрэмптона и завоевал титул чемпиона мира по версии WBA (super).
- 22 апреля  Оскар Вальдес победил UD  Мигеля Марриагу и защитил титул чемпиона мира по версии WBO.
- 29 апреля  Клаудио Марреро[англ.] победил KO1  Карлоса Самбрано и завоевал титул временного чемпиона мира по версии WBA и вакантный титул чемпиона мира по версии IBO.
- 20 мая  Гэри Расселл-младший победил TKO7  Оскара Эскандона[англ.] и защитил титул чемпиона мира по версии WBC.
- 15 июля  Ли Селби победил UD  Джонатана Виктора Барроса[англ.] и защитил титул чемпиона мира по версии IBF.
- 15 сентября  Хесус Рохас[англ.] победил KO7  Клаудио Марреро[англ.] и завоевал титул временного чемпиона мира по версии WBA.
- 22 сентября  Оскар Вальдес победил UD  Дженезиса Серванию[англ.] и защитил титул чемпиона мира по версии WBO.
- 14 октября  Лео Санта Крус победил KO8  Криса Авалоса[англ.] и защитил титул чемпиона мира по версии WBA (super).
- 14 октября  Абнер Марес победил TD10  Андреса Гутьерреса[англ.] и защитил титул чемпиона мира по версии WBA.
- 9 декабря  Ли Селби победил UD  Эдуардо Рамиреса и защитил титул чемпиона мира по версии IBF.

### Второй легчайший вес
- 25 февраля  Рей Варгас победил MD  Гэвина МакДоннелла[англ.] и завоевал вакантный титул чемпиона мира по версии WBC.
- 9 апреля  Сюн Кубо победил RTD10  Нехомара Кармено и завоевал титул чемпиона мира по версии WBA.
- 22 апреля  Джесси Магдалено победил KO2  Адеилсона дос Сантоса и защитил титул чемпиона мира по версии WBO.
- 17 июня  Гильермо Ригондо победил KO1  Моисеса Флореса[англ.] и завоевал титул чемпиона мира по версии IBO, и защитил титул чемпиона мира по версии WBA (super).
- 26 августа  Рей Варгас победил UD  Ронни Риоса[англ.] и защитил титул чемпиона мира по версии WBC.
- 3 сентября  Даниэль Роман победил TKO9  Сюна Кубо и завоевал титул чемпиона мира по версии WBA.
- 13 сентября  Рёсукэ Иваса победил TKO6  Юкинори Огуни и завоевал титул чемпиона мира по версии IBF.
- 2 декабря  Рей Варгас победил UD  Оскара Негрете[англ.] и защитил титул чемпиона мира по версии WBC.

### Легчайший вес
- 10 февраля  Жанат Жакиянов победил SD  Роши Уоррена и завоевал титулы чемпиона мира по версиям WBA (super) и IBO.
- 22 апреля  Золани Тете победил UD  Артура Вильянуэва[англ.] и завоевал временный титул чемпиона мира по версии WBO.
- 23 апреля экс-чемпион мира  Марлон Тапалес победил TKO11  Сёхэя Омори[англ.], Тапалес не смог уложиться в категорию легчайшего веса, поэтому был лишён титула чемпиона мира по версии WBO, который был выставлен как вакантный только лишь на победу Омори. После боя Тапалес объявил о переходе в категорию второго легчайшего веса.
- 10 июня  Райан Барнетт[англ.] победил UD  Ли Хаскинса[англ.] и завоевал титул чемпиона мира по версии IBF.
- 15 августа  Луис Нери победил TKO4  Синсукэ Яманаку и завоевал титул чемпиона мира по версии WBC.
- 21 октября  Райан Барнетт[англ.] победил UD  Жаната Жакиянова и объединил титулы чемпиона мира по версиям WBA (super) и IBF.
- 4 ноября в бою реванше  Джейми МакДоннелл против  Либорио Солиса сохранил титул чемпиона мира по версии WBA бой из за рассечения в МакДоннелл признан несостоявшимся NC.
- 18 ноября  Золани Тете победил KO1  Сибонисо Гонью и завоевал регулярный титул чемпиона мира по версии WBO.

### Второй наилегчайший вес
- 28 января  Жервин Анкажас победил RTD7  Хосе Альфредо Родригеса[англ.] и защитил титул чемпиона мира по версии IBF.
- 21 мая  Наоя Иноуэ победил KO3  Рикардо Родригеса и защитил титул чемпиона мира по версии WBO.
- 18 марта  Срисакет Сор Рунгвисаи победил MD  Романа Гонсалеса и завоевал титул чемпиона мира по версии WBC.
- 13 мая  Халид Яфай победил UD  Сугуру Муранаку[англ.] и защитил титул чемпиона мира по версии WBA.
- 2 июля  Жервин Анкажас победил TKO7  Тэиру Киноситу[англ.] и защитил титул чемпиона мира по версии IBF.
- 9 сентября  Наоя Иноуэ победил RTD6  Антонио Ниевеса[англ.] и защитил титул чемпиона мира по версии WBO.
- 9 сентября в бою реванше  Срисакет Сор Рунгвисаи победил KO4  Романа Гонсалеса и защитил титул чемпиона мира по версии WBC.
- 28 октября  Халид Яфай победил UD  Сё Исиду и защитил титул чемпиона мира по версии WBA.
- 18 ноября  Жервин Анкажас победил TKO6  Джейми Конлана[англ.] и защитил титул чемпиона мира по версии IBF.
- 30 декабря  Наоя Иноуэ победил TKO3  Йоанна Бойо[фр.] и защитил титул чемпиона мира по версии WBO.

### Наилегчайший вес
- 4 марта  Хуан Эрнандес Наваррете[англ.] победил TKO3  Навафона Каиканха и завоевал вакантный титул чемпиона мира по версии WBC.
- 23 апреля  Кадзуто Иока победил UD  Нокнои Ситтипрасерта и защитил титул чемпиона мира по версии WBA.
- 29 апреля  Донни Ньетес победил UD  Комгрича Нантапеча и завоевал вакантный титул чемпиона мира по версии IBF.
- 20 мая  Дайго Хига победил TKO6  Хуана Эрнандеса Наваррете[англ.] и завоевал вакантный титул чемпиона мира по версии WBC.
- 28 июля  Сё Кимура победил TKO11  Цзоу Шимина и завоевал титул чемпиона мира по версии WBO.
- 22 октября  Дайго Хига победил TKO7  Томаса Массона и защитил титул чемпиона мира по версии WBC.
- 31 декабря  Сё Кимура победил TKO9  Тосиюки Игараси и защитил титул чемпиона мира по версии WBO.

### Первый наилегчайший вес
- 4 февраля  Хекки Бадлер победил RTD8  Джои Каной и завоевал вакантный титул чемпиона мира по версии IBO.
- 20 мая  Косэй Танака победил UD  Анхеля Акосту и защитил титул чемпиона мира по версии WBO.
- 20 мая  Кэн Сиро победил UD  Ганигана Лопеса[англ.] и завоевал титул чемпиона мира по версии WBC.
- 21 мая  Милан Мелиндо[англ.] победил TKO1  Акиру Яэгаси и завоевал титул чемпиона мира по версии IBF.
- 23 июля Рёити Тагути победил TKO9  Роберта Барреру и защитил титул чемпиона мира по версии WBA.
- 13 сентября  Косэй Танака победил TKO9  Рангсана Чаянрама и защитил титул чемпиона мира по версии WBO.
- 16 сентября  Милан Мелиндо[англ.] победил SD  Хекки Бадлера и защитил титул чемпиона мира по версии IBF.
- 22 октября  Кэн Сиро победил MD  Педро Гевару и защитил титул чемпиона мира по версии WBC.
- 2 декабря  Анхель Акоста победил TKO10  Хуана Алехо[англ.] и завоевал вакантный титул чемпиона мира по версии WBO.
- 30 декабря  Кэн Сиро победил TKO4  Жилберто Педрозу и защитил титул чемпиона мира по версии WBC.
- 31 декабря в объединительном бою  Рёити Тагути победил UD  Милана Мелиндо[англ.] и завоевал титулы чемпиона мира по версиям WBA (super) и IBF.

### Минимальный вес
- 25 января  Ваенхонг Менайотин победил UD  Мелвина Херусалема и защитил титул чемпиона мира по версии WBC.
- 26 февраля  Тацуя Фукухара[англ.] победил SD  Мойзеса Каллероса и завоевал титул временного чемпиона мира по версии WBO.
- 1 марта  Нокаут Си-Пи Фрешмарт победил UD  Го Одайру, и защитил титул чемпиона мира по версии WBA.
- 27 мая  Хосе Аргумедо[англ.] победил TKO8  Габриэля Мендосу, и защитил титул чемпиона мира по версии IBF.
- 15 июля  Нокаут Си-Пи Фрешмарт победил KO5  Рея Лорето, и защитил титул чемпиона мира по версии WBA.
- 23 июля  Хирото Кёгути победил UD  Хосе Аргумедо[англ.], и завоевал титул чемпиона мира по версии IBF.
- 27 августа  Рюя Яманака победил UD  Тацую Фукухару[англ.] и завоевал титул чемпиона мира по версии WBO.
- 31 декабря  Хирото Кёгути победил TKO8  Карлоса Буйтраго[англ.], и защитил титул чемпиона мира по версии IBF.

## PPV шоу
Список боксёрских мероприятий прошедших по системе платных трансляций.
- 3 февраля в Австралии состоялся PPV бой между Энтони Мандайном и Дэнни Грином. Общий доход с поединка составил 11,6 млн$, а общая выручка от PPV по каналу Foxtel составила 6,1 млн $. Цена PPV составляла 60 $, и было продано более 100 000 покупок трансляции.

### США
| № | Дата        | Место проведения                    | Главный поединок и основной андеркарт                                                                                    | Телеканал | Количество покупок ppv             | доходы с ppv | доходы с билетов |
| 1 | 18 марта    | Мэдисон-сквер-гарден, Нью-Йорк, США | Геннадий Головкин— Дэниэл Джейкобс Роман Гонсалес—Срисакет Сор Рунгвисаи Карлос Куадрас—Давид Кармона                    | HBO       | 170 000 (55$ за SD., 60$ за HD)    |              |                  |
| 2 | 6 мая       | Лас Вегас, Невада, США              | Сауль Альварес— Хулио Сесар Чавес мл. Джозеф Диас—Мануэль Авила Лука Матиссе—Эммануэль Тейлор Давид Лемьё—Маркос Рейс    | HBO       | 1 000 000 (60$ за SD., 70$ за HD)  |              |                  |
| 3 | 17 июня     | Лас Вегас, Невада, США              | Андре Уорд— Сергей Ковалёв (2) Гильермо Ригондо—Моисес Флорес Луис Ариас—Ариф Магомедов Дмитрий Бивол—Седрик Агню        | HBO       | 130 000 (60$ за SD., 70$ за HD)    |              |                  |
| 4 | 26 августа  | Лас Вегас, Невада, США              | Флойд Мейвезер— Конор Макгрегор Нейтен Клеверли—Баду Джек Джервонта Дэвис—Франсиско Фонсейца Эндрю Табити—Стив Каннингем | Showtime  | 4 300 000 (90$ за SD., 100$ за HD) |              |                  |
| 5 | 16 сентября | Лас Вегас, Невада, США              | Сауль Альварес— Геннадий Головкин Джозеф Диас—Рафаэль Ривьера Рэнди Кабальеро—Диего Де Ла Хойя                           | HBO       | 1 300 000 (60$ за SD., 70$ за HD)  |              |                  |

### Великобритания
| №  | Дата       | Место проведения         | Главный поединок и основной андеркарт                                                              | Телеканал  | Количество покупок ppv | доходы с ppv | доходы с билетов |
| 1  | 4 февраля  | Лондон, Великобритания.  | Крис Юбэнк мл. — Ренолд Кинлэн Дэвид Прайс—Кристиан Хаммер Эндрю Селби—Ардин Дэил                  | ITV        | (13 £ за HD)           |              |                  |
| 2  | 4 марта    | Лондон, Великобритания.  | Дэвид Хей — Тони Беллью Сэм Эггинтон—Пол Малиньяджи Охара Девис—Дерри Метьюс                       | Sky Sports | 890 000 (17 £ за HD)   |              |                  |
| 3  | 29 апреля  | Лондон, Великобритания.  | Энтони Джошуа — Владимир Кличко Скотт Куигг—Виорел Саймон Люк Кемпбелл—Дарлей Перес                | Sky Sports | 1 532 000 (20 £ за HD) |              |                  |
| 4  | 27 мая     | Шеффилд, Великобритания. | Келл Брук — Эррол Спенс Джордж Гроувс—Фёдор Чудинов Девид Аллен—Ленрой Томас                       | Sky Sports | 275 000 (17 £ за HD)   |              |                  |
| 5  | 15 июля    | Лондон, Великобритания.  | Крис Юбэнк мл. — Артур Абрахам Ли Селби—Джонатан Виктор Баррос Робби Дэвис—Майкл Сироватка         | ITV        | (13 £ за HD)           |              |                  |
| 6  | 26 августа | Лас Вегас, Невада, США   | Флойд Мейвезер— Конор Макгрегор (PPV в США и Великобритании)                                       | Sky Sports | 874 000 (25 £ за HD)   |              |                  |
| 7  | 7 октября  | Штутгарт, Германия.      | Крис Юбэнк мл. — Авни Йылдырым Фират Арслан—Алехандро Эмилио Валори Штефан Хаэртель—Виктор Поляков | ITV        | (13 £ за HD)           |              |                  |
| 8  | 14 октября | Лондон, Великобритания.  | Джордж Гроувс — Джейми Кокс Джон Райдер—Патрик Нильсен                                             | ITV        | (13 £ за HD)           |              |                  |
| 9  | 27 октября | Шверин, Германия.        | Юрген Бремер — Роб Брант Винсент Файгенбутц—Гастон Вега                                            | ITV        | (10 £ за HD)           |              |                  |
| 10 | 28 октября | Кардифф, Великобритания. | Энтони Джошуа — Карлос Такам Диллиан Уайт—Роберт Хелениус Халид Яфай—Шо Ишида                      | Sky Sports | 887 000 (20 £ за HD)   |              |                  |

## Рекорды и значимые события
- В марте основана Всемирная боксёрская супер серия.
- 29 апреля в Лондоне состоялся чемпионский поединок между британцем Энтони Джошуа и украинцем Владимиром Кличко. Поединок стал самым кассовым в истории Великобритании. Собрал рекордное количество покупок платных трансляций в Великобритании (1,5 млн), и установил рекорд посещаемости на Арене Уэмбли (90 000 человек., арена была искусственно увеличена с 80 000 посадочных мест) тв аудитория бесплатного немецкого канала RTL составила более 10 млн человек.
- 17 июня в поединке впервые за последние 24 года встретились 1-й и 2-й боксёры в рейтинге лучших боксёров вне зависимости от весовой категории. В поединке сошлись  Андре Уорд и  Сергей Ковалёв. Это стало четвёртым случаем в истории (1-й: 1980 Роберто Дюран — Шугар Рей Леонард., 2-й: 1981 Томас Хирнс — Шугар Рей Леонард., 3-й: 1993: Хулио Сесар Чавес — Пернелл Уитакер)
- 19 августа  Теренс Кроуфорд в объединительном бою победил  Джулиуса Индонго, и стал первым абсолютным чемпионом мира по боксу за последние 12 лет. Так же Кроуфорд стал третьим человеком в истории кто завладел четырьмя титулами (WBA, WBC, IBF и WBO.) одновременно (после Бернарда Хопкинса и Джермейна Тейлора), и вторым которому удалось собрать все четыре пояса в объединительных поединках (после Бернарда Хопкинса).
- 26 августа состоялся ppv бой между 40-летним американцем  Флойдом Мейвезером и 27-летним ирландцем  Конорм Макгрегором. Этот поединок стал вторым в истории по кассовости. Количество платных покупок составило около 4,3 млн, прибыль с билетов стала второй в истории с результатом 53 млн $. Флойд Мэйвезер вернулся после двухлетнего перерыва и обновил рекорд беспроигрышных боёв до 50-0, тем самым побив рекорд Рокки Марчиано.
- 18 ноября  Золани Тете установил мировой рекорд по самому быстрому завершению чемпионского поединка, нокаутировал соотечественника Сибонисо Гонью за 11 секунд в 1-м раунде и защитил титул чемпиона мира, по версии WBO в весовой категории до 53,5 кг.
- 9 декабря впервые в истории бокса на ринге встретились два двукратных олимпийских чемпиона.  Василий Ломаченко (2008, 2012) победил  Гильермо Ригондо (2004, 2008).

### Награды
Победитель (Другие номинанты)
- Боксёр года — Василий Ломаченко (Энтони Джошуа, Теренс Кроуфорд, Майки Гарсия, Срисакет сор Рунгвисаи)
- Бой года — Энтони Джошуа -КО11- Владимир Кличко (Сауль Альварес -SD12- Геннадий Головкин., Висаксил Вангег -UD12- Роман Гонсалес (1)., Мигель Берчельт -KO11- Франсиско Варгас., Мигель Роман -TKO9- Орландо Салидо)
- Тренер года — Деррик Джеймс (тренирует Чарло и Спенса) (Роберт Гарсия., Вирджел Хантер., Анатолий Ломаченко., Андре Розье)
- Нокаут года — Дэвид Лемьё -Ko3- Кёртис Стивенс (Дэвид Бенавидес -Ko8-Рохелио Медина., Майки Гарсия -Ko3- Деян Златичанин., Джошуа Грир -Ko6- Джеймс Смит., Золани Тете -Ko1- Сибонисо Гония)
- Апсет года — Садам Али — Мигель Котто (Тони Беллью — Дэвид Хэй., Джефф Хорн — Мэнни Пакьяо., Висаксил Вангек — Роман Гонсалес (1)., Калеб Труакс — Джеймс Дигейл)
- Возвращение года — Садам Али (Доминик Бризил, Хуан Франсиско Эстрада, Майки Гарсия, Лео Санта Крус)
- Событие года — Сауль Альварес — Геннадий Головкин (Флойд Мэйвезер — Конор Макгрегор., Энтони Джошуа — Владимир Кличко., Эвент Superfly (Вангек-Гонсалес 2, Эстрада-Куадрас, Иноуэ, Вилория)., Всемирная боксёрская суперсерия)
- Раунд года — Доминик Бризил -k05- Изуагбе Угонох — round 3 (Мигель Роман -k09- Органдо Салидо — round 8, Энтони Джошуа -ko11- Владимир Кличко — round 5, Сауль Альварес -sd12- Геннадий Головкин — round 12., Висаксил Вангег -ko4- Роман Гонсалес — round 4)
- Проспект года — Джейми Манува (Даниэль Дюбуа, Райан Гарсия, Джошуа Келли, Вирджилл Ортис)
- Вдохновление года — Висаксил Вангек (Сауль Альварес, Раймундо Бельтран, Владимир Кличко, Ли Селби, Люк Кемпбелл)

### Умершие
- 15 января на 78 году жизни умер польский боксёр лёгкой весовой категории. Чемпион летних Олимпийских игр в Мюнхене — Ян Щепаньский[3].
- 29 января на 88 году жизни умер болгарский боксёр средней весовой категории. Бронзовый призёр летних Олимпийских игр в Хельсинки — Борис Николов[4].
- 9 апреля на 74 году жизни умер немецкий боксёр средней весовой категории. Чемпион летних Олимпийских игр в Мюнхене — Дитер Коттиш[5].
- 12 апреля на 51 году жизни умер кубинский боксёр средней весовой категории. Чемпион мира, чемпион Панамериканских игр, чемпион Игр Центральной Америки и Карибского бассейна, участник летних Олимпийских игр в Барселоне — Анхель Эспиноса[6].
- 19 мая в возрасте 25 лет, погиб в автокатастрофе мексиканский боксёр второй наилегчайшей весовой категории. Бывший временный Чемпион мира по версии WBA — Давид Санчез[7].
- 8 июня на 49 году жизни умер немецкий боксёр тяжёлой весовой категории, бронзовый призёр чемпионата мира в Берлине (1995) и Европы в Вайле (1995) — Рене Монзе[8].
- 17 июня на 79 году жизни умер польский боксёр лёгкой весовой категории. Чемпион летних Олимпийских игр в Токио — Юзеф Грудзень[9].
- 29 августа на 27 году жизни умерла французская женщина-боксёр полулегкой весовой категории. Чемпионка по версии Всемирной боксёрской федерации (WBF) — Анжелика Дюшман[фр.][10].
- 3 сентября на 76 году жизни умер знаменитый кубинский боксёр полулегкой весовой категории. Абсолютный Чемпион мира — Шугар Рамос[англ.][11].
- 19 сентября на 96 году жизни умер знаменитый американский боксёр, экс-чемпион мира в среднем весе — Джейк Ламотта[12].
- 29 октября на 88 году жизни умер австралийский боксёр полутяжёлой весовой категории. Бронзовый призёр летних Олимпийских игр в Риме — Энтони Мэдиган[13].
- 25 декабря на 84 году жизни умер южноафриканский боксёр лёгких весовых категорий. Бронзовый призёр летних Олимпийских игр в Хельсинки — Вилли Тоуил[14].